# Gorghești, Bacău
Gorghești este un sat în comuna Stănișești din județul Bacău, Moldova, România.